# Przeździęcka Struga
Przeździęcka Struga (Przeździecka Struga) – rzeka, prawy dopływ Omulwi o długości 24,53 km i powierzchni zlewni 107,42 km².
Rzeka wypływa z terenów leżących na północny zachód od Przeździęka Małego, płynie w przybliżeniu w kierunku wschodnim, następnie wpływa do Omulwi w okolicy wsi Michałowo.